# 15228 Ronmiller
15228 Ronmiller este un asteroid din centura principală de asteroizi.

## Descriere
15228 Ronmiller este un asteroid din centura principală de asteroizi. A fost descoperit pe 23 februarie 1987 la Observatorul Palomar de Carolyn S. Shoemaker și Eugene M. Shoemaker. Asteroidul prezintă o orbită caracterizată de o semiaxă mare de 2,16 ua, o excentricitate de 0,14 și o înclinație de 2,8° în raport cu ecliptica.